# Souleymane Ould Chebal
Souleymane Ould Chebal Moctar (* 31. Dezember 1986) ist ein ehemaliger mauretanischer Leichtathlet, der sich auf den Sprint spezialisiert hatte.

## Biografie
Souleymane Ould Chebal nahm bei den Olympischen Spielen 2008 in Peking im 800-Meter-Lauf teil, wo er mit einer Zeit von 1:57,43 min als Vorletzter aller Vorläufe ausschied. Lediglich Derek Mandell aus Guam war fünf Tausendstel langsamer. Bei der Eröffnungsfeier war er Fahnenträger der mauretanischen Mannschaft.
2007 startete Ould Chebal bei den Afrikaspielen über 400 und 800 Meter sowie bei den Weltmeisterschaften über 800 Meter.